# DELF et DALF
« DELF » redirige ici. Pour les autres significations, voir Delf.
Ne doit pas être confondu avec DILF ou DLF.
 (mars 2024).

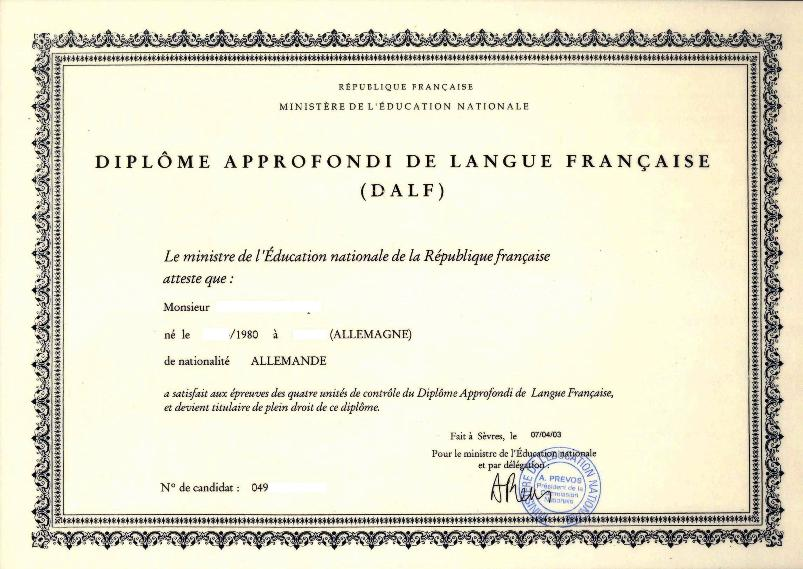
Diplôme approfondi de langue française (DALF) délivré en 2003.

Le DELF (prononcé [dɛlf], en forme longue diplôme d'études en langue française) et le DALF (prononcé [dalf], en forme longue diplôme approfondi de langue française) sont des diplômes de langue française administrés par France Éducation international (FEI, ex-CIEP) pour l'étranger et par chaque académie en France.
L’offre des diplômes DELF/DALF est adaptée à tous les âges et tous les publics. Elle est harmonisée sur l'échelle à six niveaux du Cadre européen commun de référence pour les langues (CECRL). Chacun de ces diplômes évalue les quatre compétences de communication : la compréhension de l'oral, la compréhension des écrits, la production écrite, ainsi que la production et l'interaction orales.
Les examens du DELF et du DALF composent un ensemble de dix-sept examens associés à six niveaux de difficulté et quatre types de publics : enfants, adolescents, adultes et professionnels. Les diplômes DELF et DALF sont valables sans limitation de durée.

## Histoire
Pour les élèves, étudiants et autres apprenants étrangers non francophones, le ministère français de l'Éducation nationale a créé par arrêté du 22 mai 1985 le diplôme d'études en langue française (DELF) et le diplôme approfondi de langue française (DALF), sous forme de diplômes constitués d'unités capitalisables.
Un arrêté du 19 juin 1992 a scindé l'ancien diplôme élémentaire en deux diplômes d'études en langue française (premier degré composé de quatre unités, second degré de deux unités).
Ce système a été modifié par un arrêté du 7 juillet 2005. Depuis le 1er septembre 2005, les DELF comme le DALF sont alignés sur le Cadre européen commun de référence pour les langues du Conseil de l'Europe. Le système de dix unités capitalisables et trois diplômes laisse la place à six diplômes autonomes : DELF A1 et A2, DELF B1 et B2, DALF C1 et C2. On peut se présenter directement à n'importe lequel de ces diplômes : il n'y a pas de progression obligatoire de A à C.

## Déclinaisons
Il existe plusieurs déclinaisons du DELF (le DALF n'étant que « tous publics »).

### DELF et DALF tous publics
Le DELF et le DALF « tous publics » s'adresse aux candidats adultes désireux de valoriser leurs compétences en français à des fins personnelles ou professionnelles.

### DELF option professionnelle (DELF pro)
Le DELF option professionnelle (DELF pro) est constitué de quatre diplômes indépendants correspondant aux quatre premiers niveaux du Cadre Européen Commun de Référence pour les Langues (CECRL), du niveau A1 au niveau B2. Les quatre diplômes du DELF Pro (A1, A2, B1, B2) abordent les situations de communication et les thématiques du monde du travail, tout secteur et métier confondus. La mention « option professionnelle » figure sur les diplômes délivrés.

### DELF prim
Le DELF prim se décline en trois examens correspondant respectivement au niveau A1.1 (arrêté du 10 juillet 2009 du ministère de l’Éducation nationale), A1 et A2 et validant les compétences acquises à l’école primaire par les élèves de 7–8 ans à 12 ans.

### DELF junior/scolaire
Le DELF junior et le DELF scolaire s'adressent aux adolescents en âge de scolarisation dans le secondaire. La version junior/scolaire du DELF est construite sur la même structure que le DELF version tous publics. Seules les thématiques diffèrent, les supports tenant compte des centres d’intérêt des jeunes. Les épreuves du DELF junior et du DELF scolaire sont identiques. Les épreuves du DELF junior sont organisées dans les centres de français langue étrangère (alliance française, institut français, centre de FLE, etc.). Le DELF scolaire est organisé dans des établissements scolaires publics ou privés.

#### Le DELF scolaire en France
Depuis février 2007, la Direction générale de l'enseignement scolaire (DGESCO) du ministère de l'Éducation nationale a invité les rectorats à inclure le DELF en milieu scolaire dans les formations destinées aux enfants nouvellement arrivés en France. Depuis, les collégiens étrangers peuvent passer gratuitement une épreuve du DELF scolaire (niveau A1, A2 ou B1).
Le prix d'un tel diplôme au regard de la situation de certains mineurs non francophones du Centre académique pour la scolarisation des enfants allophones nouvellement arrivés et des enfants issus de familles itinérantes et de voyageurs (CASNAV) a toujours été sujet à débat : en effet, tout en étant payant, il leur était souvent la seule validation officielle possible. Ce type d'élève n'a en effet pas toujours les capacités linguistiques requises pour passer le brevet des collèges. Quelles que soient ses connaissances en histoire ou en biologie dans sa langue d'origine, un non-francophone sera forcément linguistiquement handicapé lors du brevet des collèges, et souvent incapable de l'obtenir. La reconnaissance nationale du DELF signifie que cette incapacité linguistique est une injustice dorénavant contrebalancée par la passation d'épreuves adaptée au profil de l'élève : un diplôme linguistique, le DELF, qui se devait donc d'être tout aussi national que le brevet des collèges.
Tout élève bénéficiant du dispositif Unité pédagogique pour élèves allophones arrivants (UPE2A) peut donc dorénavant tenter le DELF scolaire (en plus du brevet). Ce sont les niveaux A1, A2 et B1 qui sont visés, car ils correspondent au niveau général des collégiens venant d'arriver en France.
Le DELF scolaire est ainsi un diplôme qui reprend la même structure et les mêmes enjeux que le DELF tous publics, mais il tient compte des centres d'intérêt des adolescents. Dans la reconnaissance nationale du diplôme, c'est surtout la gratuité de ce DELF là qui est en jeu pour les (jeunes) élèves du CASNAV. En effet, il s'agit surtout d'un public défavorisé, enfants d'immigrés, alors que les étudiants majeurs sont au contraire favorisés, venant en France dans un but culturel et touristique.